# 裴青山
裴青山（1962年10月16日—），越共党员，河内市人，越南政治人物、外交官，现任越南政府副总理、外交部长。

## 人物经历
裴青山早年在越南外交部下属的越南外交学院任职，并官至该学院党委书记。离开外交学院后，他曾在越南驻新加坡大使馆、越南外交部对外政策司任职；直到2009年升任该部副部长。
2015年，裴青山成为越共外交部党委书记，并继续兼任外交部副部长；其后，他还在越共十二大、十三大上当选为中央委员。2021年4月8日，他接替范平明出任越南外交部长，任职至今。2022年12月，裴青山因对外交部救援包機受賄案负有责任，被越共中央政治局严厉批评；其领导的2016-2021年届外交部党委也因此受到越南共产党党内警告处分。2024年8月，出任越南政府副总理。